# Barometermuseum (Beverlo)
Het Barometermuseum ('t Pad van Pien) is een Belgisch museum dat gevestigd is aan de Genebroekstraat 94 te Beverlo.
Het museum is opgericht door de broers Paul en Yves Dingens met als doel om scholieren en anderen inzicht te verschaffen over de diverse aspecten van het weer.
In de tuin van het museum is er een leerpad waar allerlei aspecten van het weer worden getoond. In het bijbehorende gebouw zijn allerlei instrumenten uitgestald, zoals een groot aantal barometers. Ook aan scheepvaart, poolexpedities en dergelijke wordt aandacht besteed. Er is ook een atelier waar barometers worden vervaardigd, en waar glasblazers aan het werk zijn.